# Риверс, Сэм (басист)
Сэм Риверс (Сэмюэль Роберт Риверс, англ. Samuel Robert Rivers; 2 сентября 1977, Джэксонвилл, Флорида) — бас-гитарист группы «Limp Bizkit». Риверс является кузеном Джона Отто, барабанщика «Limp Bizkit». До 2000 года пользовался гитарами серии «Ibanez» (BTB5005, SR885), с 2000 перешёл на кастомные гитары «Warwick» со светодиодами на грифе. Также в 2000 году был признан басистом года на «Gibson Awards». Большое влияние на его игру оказал Джеф Амент из «Pearl Jam».

## Биография

### Ранние годы
Риверс начал заниматься музыкой ещё в детские годы. Его первым музыкальным инструментом стала туба. Он играл на ней в оркестре Arlington Middle School. Он также посещал Bishop Kenny High School, а позже The Douglas Anderson School Of The Arts. Заниматься музыкой Риверса вдохновил кузен Джон Отто. Изначально Сэм играл на классической гитаре, позже преподаватель предложил переключиться ему на бас-гитару. В 15 лет, пытаясь заработать на новый бас, подрабатывая в куриной закусочной, Сэм Риверс встречает Фреда Дёрста. Вместе они собрали группу Malachi Sage, которая просуществовала недолго. Когда в Malachi Sage прекратилось движение, Сэм и Фред решили попробовать собрать ещё одну группу. После приглашения Риверса к ней присоединился Джон Отто, как барабанщик. Позже к группе примкнул Уэс Борланд, а в 1996 — DJ Lethal.

### Limp Bizkit
Группа в 1995 году записывает демо под названием Mental Aquaducts. А в 1997 при поддержке Korn Limp Bizkit выпускает свой первый альбом Three Dollar Bill Y’All (во время записи альбома Сэму было 19 лет), а после отправляются в Family Values Tour 1998. В 1999 году выходит второй альбом группы — Significant Other. В 2001 году после выхода Chocolate Starfish And The Hotdog Flavored Water из группы уходит Уэс Борланд. Сэм Риверс принимает участие в записи саундтрека к фильму Королева Проклятых, его бас-гитару можно услышать в треках Marilyn Manson'а «Redeemer» и Davida Draiman'а «Forsaken». Limp Bizkit садятся записывать новый альбом. Группа начинает писать материал без гитариста, гитарные риффы придумывают Сэм и Фред, для некоторых песен гитару придумывает Брайан «Хэд» Вэлч из Korn. В 2005 году после записи The Unquestionable Truth (Part 1). В это время Риверс сочинил басовую партию, которая позже была использована в песне I Have a Need, альбома Cruel Melody группы Black Light Burns. Во время записи этого альбома Сэм использует 4-струнные бас-гитары. На вопрос одного из фанов о причине, Риверс ответил, что пользуется 5-струнной в основном во время концертов, во время записи альбома ему удобней использовать 4-струнные инструменты. После выхода пластинки TUT(P1), Limp Bizkit берет перерыв.

### На сегодняшний день
В 2006 году Сэм Риверс открывает собственную студию в Джексонвилле. Он также продюсирует первые альбомы групп Burn Season и The Embraced, а также группу Indorphine.

Запомните, что Сэм не продюсер и не ищет новые группы… просто так случилось, что это была невероятная, не имеющая контракта с лейблом, группа тех людей, которые попали в его поле зрения, и он думает, что всем фанам лимпов понравится музыка Indorphine. Сэм будет продюсировать их следующую демку, он даст вам знать, когда и как фаны лимпов смогут её услышать.
— Gabe Karon
17 июня 2007 года Сэм выступал с группой Burn Season, а 15 декабря 2007 года с группой Porcelain Black. В 2008 году появилась информация, что Риверс работает над ещё не получившим название сайд-проектом с бывшим гитаристом Cold и Evanescence Терри Бальзамо.
С 2016 года Сэм не принимает участия в концертной деятельности группы по причине здоровья. В 2017-м году Dj Lethal в одном из интервью рассказал, что у Сэма серьёзные проблемы со здоровьем и что тот ждёт пересадку печени, которую «сжег» мексиканским самогоном во время тура.
В период с 2015—2017 гг. в турах Limp Bizkit Риверса заменял басист Samuel G. Mpungu. С 2018 года его место в турах заняла бас-гитаристка Tsuzumi Okai.
В 2019 году Сэм Риверс вернулся к живым выступлениям вместе с группой.

## Дискография
| Год           | Альбом                                           |
| ------------- | ------------------------------------------------ |
| С Limp Bizkit |                                                  |
| 1997          | Three Dollar Bill, Yall$                         |
| 1999          | Significant Other                                |
| 2000          | Chocolate Starfish and the Hotdog Flavored Water |
| 2001          | New Old Songs (альбом ремиксов)                  |
| 2003          | Results May Vary                                 |
| 2005          | The Unquestionable Truth (Part 1)                |
| 2005          | Greatest Hitz (сборник)                          |
| 2008          | Rock im Park 2001 (концертный альбом)            |
| 2011          | Gold Cobra                                       |